# Грчина
Грчина (алб. Gërçinë) је насељено место у општини Ђаковица, на Косову и Метохији. Према попису становништва из 2011. у насељу је живело 1.255 становника.

## Становништво
Према попису из 2011. године, Грчина има следећи етнички састав становништва:
| Националност | 2011.          |
| Албанци      | 1.253 (99,84%) |
| недоступно   | 2 (0,16%)      |
| Укупно       | 1.255          |

| Демографија | Демографија | Демографија |
| Година      | Становника  | Становника  |
| ----------- | ----------- | ----------- |
| 1948.       | 471         |             |
| 1953.       | 499         |             |
| 1961.       | 537         |             |
| 1971.       | 669         |             |
| 1981.       | 870         |             |
| 1991.       | 985         |             |
| 2011.       | 1.255       |             |